# Glims gårdsmuseum
Glims gårdsmuseum (finska: Talomuseo Glims) är ett finländskt kommunalt friluftsmuseum i Esbo stad.
Glims gårdsmuseum är en gammal bondgård i Karvasbacka by i Bemböle, som varit jordbruk åtminstone från 1500-talet och varit i drift fram till början av 1900-talet. Den förste belagde ägaren var Peder Nilsson enligt en uppgift från 1540. Gården var också gästgiveri under 1700- och 1800-talen.
På gårdsmuseet finns elva byggnader bevarade på sina ursprungliga platser. De äldsta härstammar från 1700-talet. Museet grundades år 1958. Glims gårdsmuseum är en del av Esbo stadsmuseum.
På museiområdet verkade fram till 2006 också Glims sommarteater, en amatörteater för unga som drivs av Esbobygdens ungdomsförbund. Teatern startade sin verksamhet 1973.

## Bildgalleri

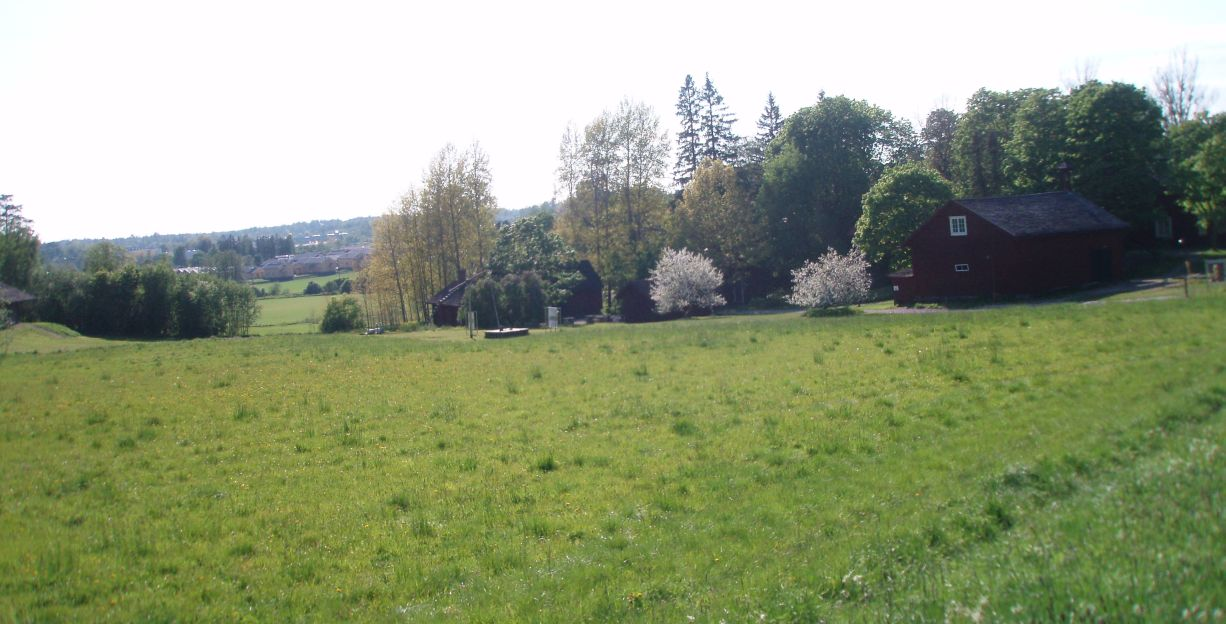
Fälten. I bakgrunden bakom fälten skymtar det på 2000-talet byggda Karvasbacka småhusområde.
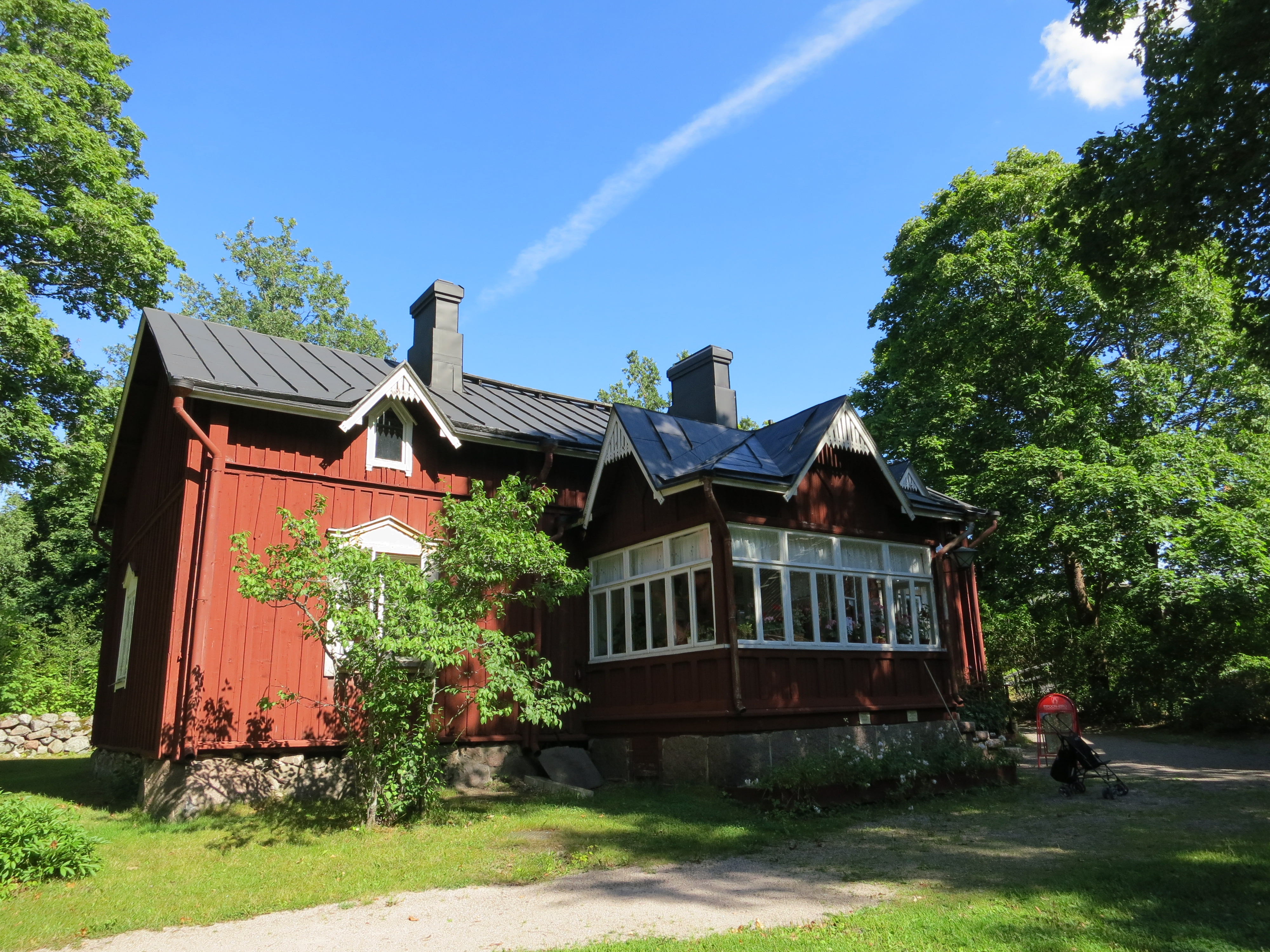
Manbyggnaden
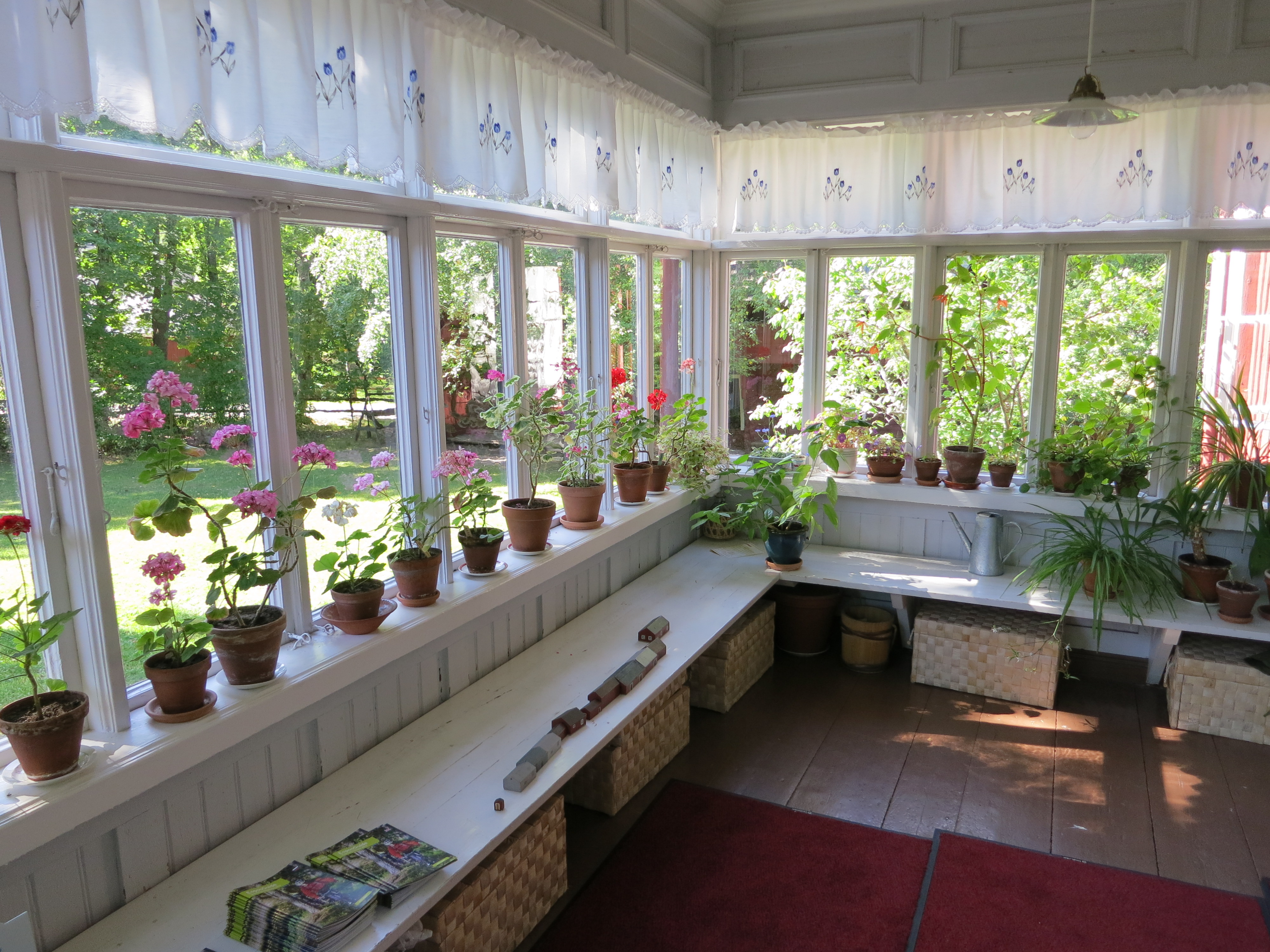
Verandan
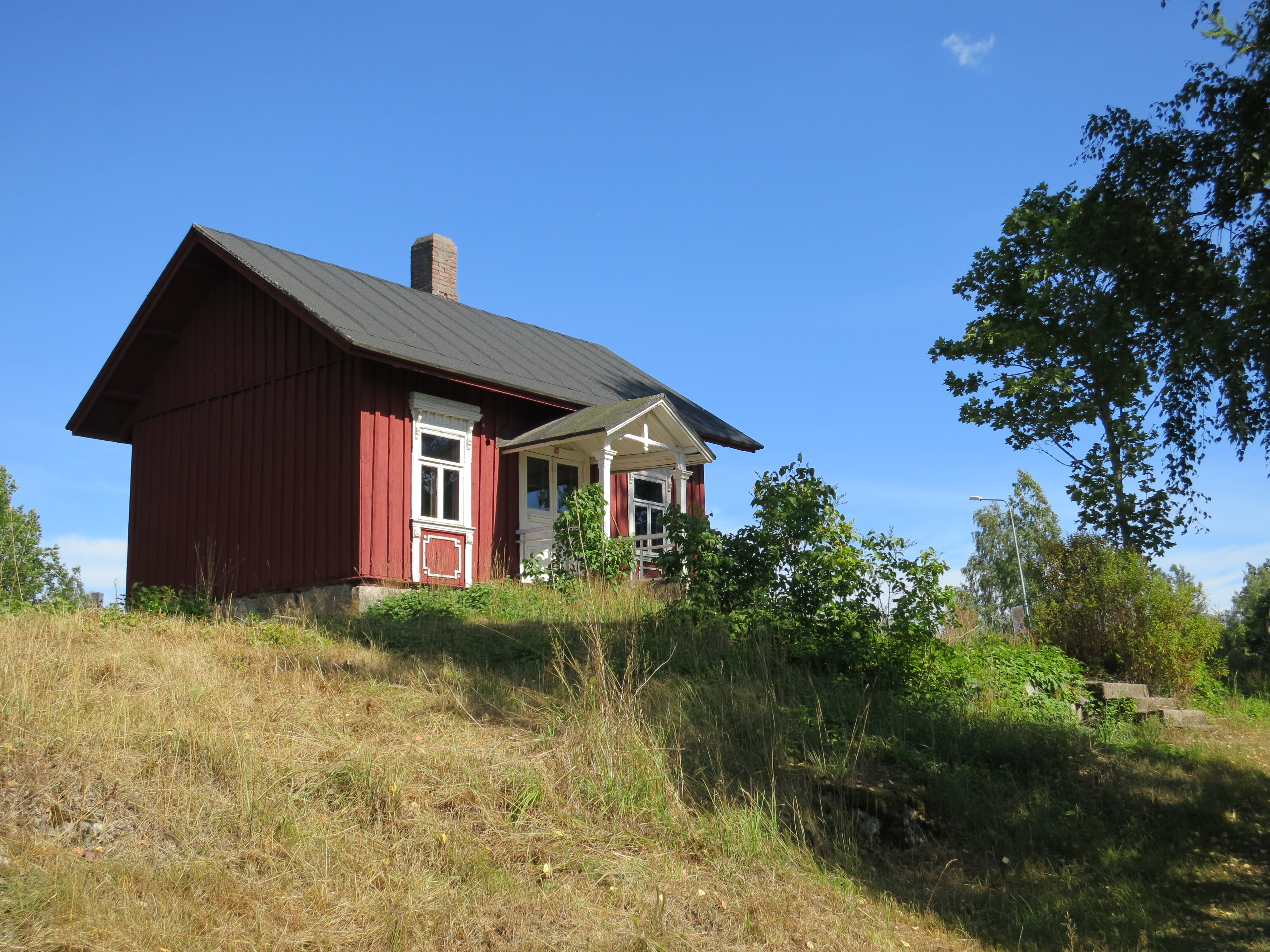
Tilkki-Vihtoris stuga
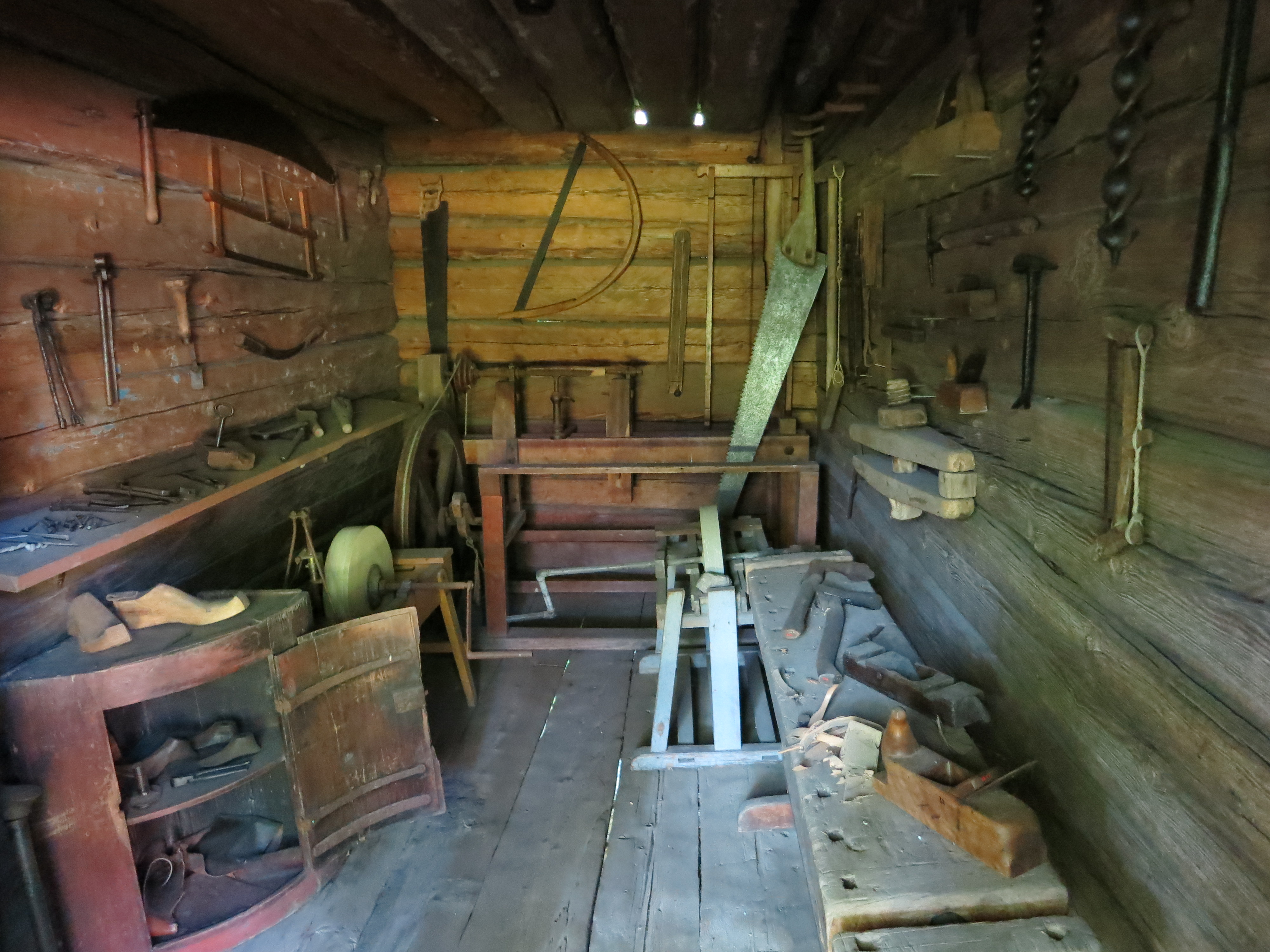
Snickarboden
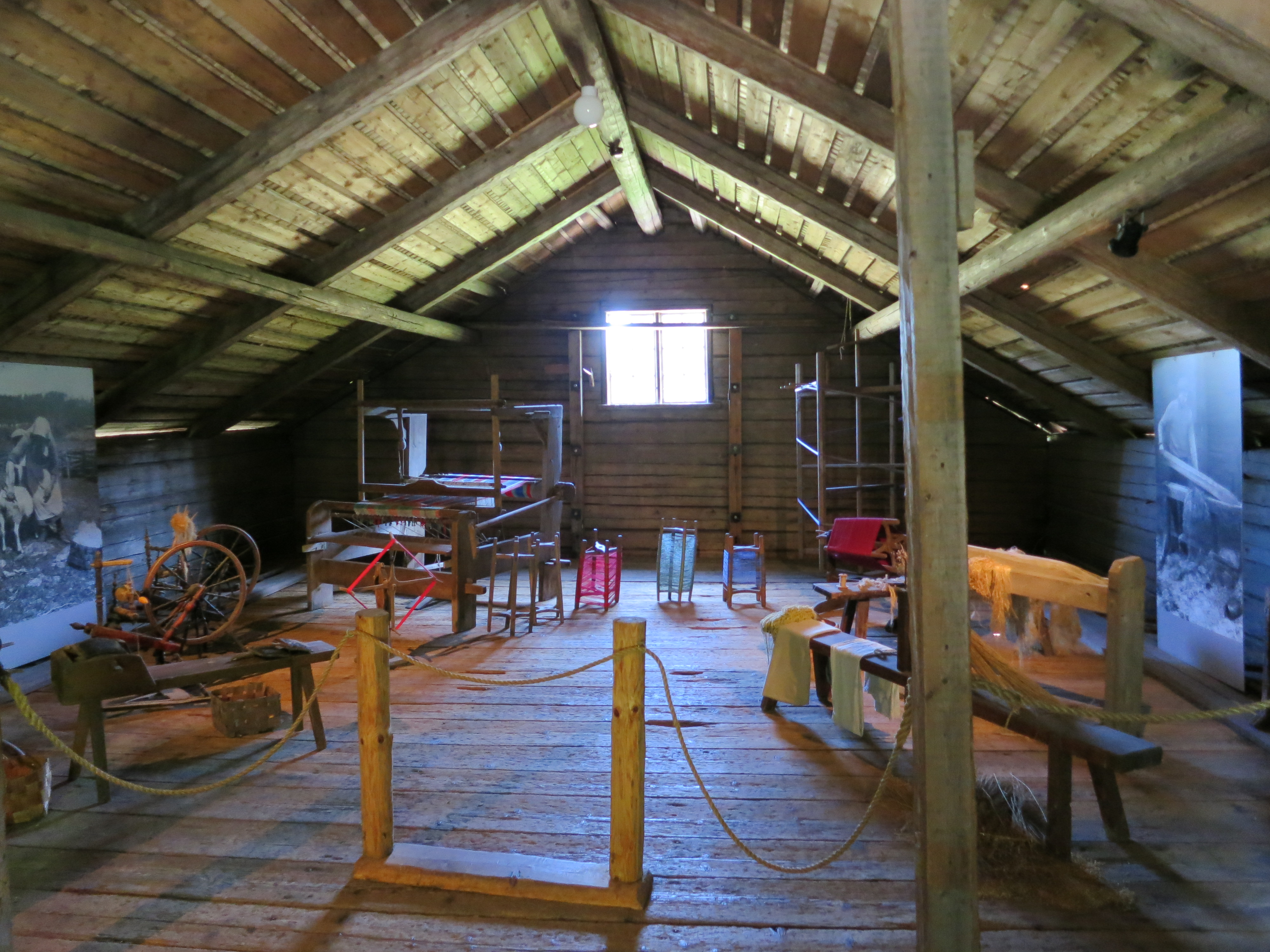
Vävkammaren
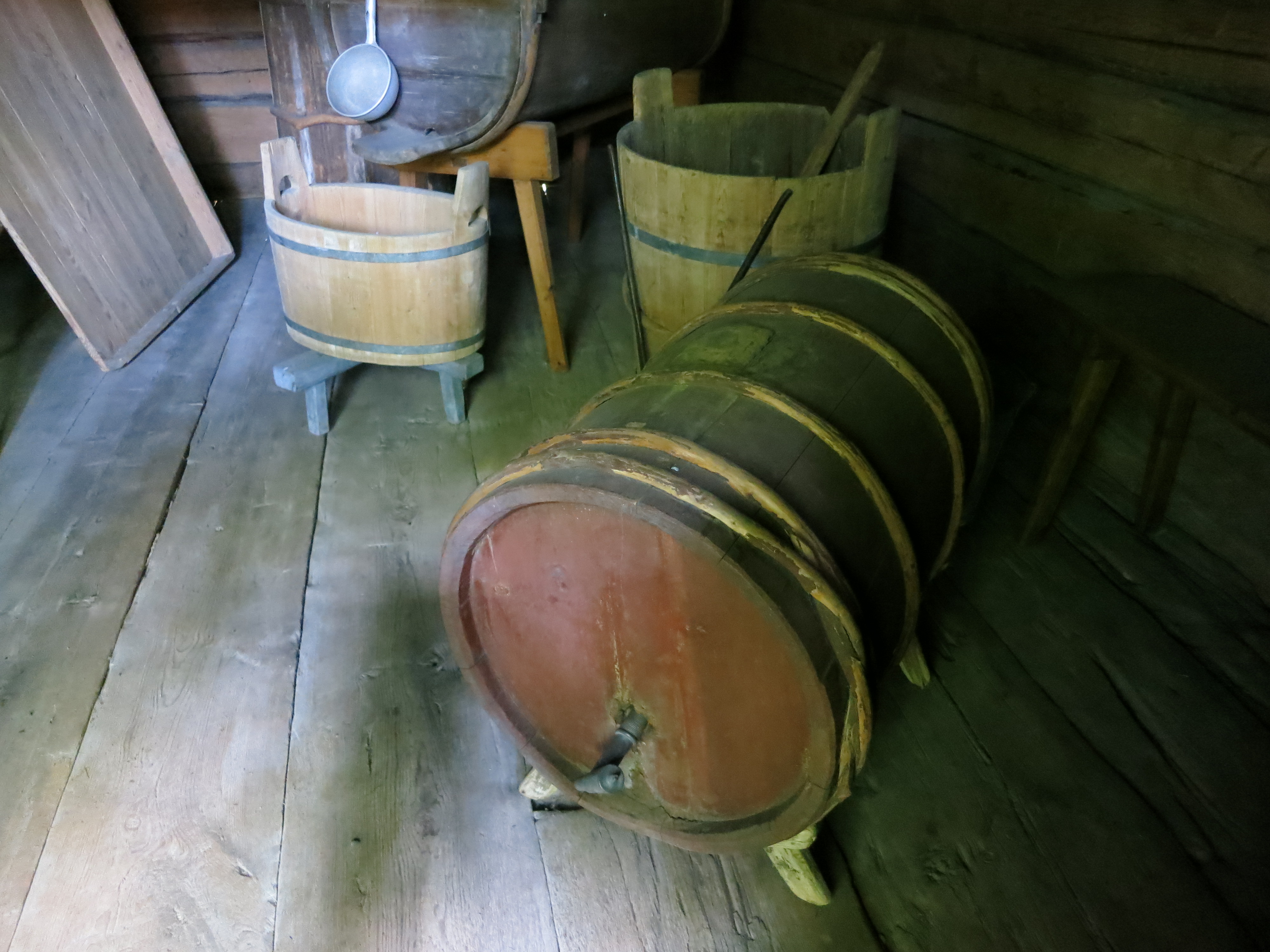
Bryggstugan